# Episodi di Legends of Tomorrow (sesta stagione)
La sesta stagione della serie televisiva Legends of Tomorrow, composta da 15 episodi, viene trasmessa in prima visione negli Stati Uniti d'America dall'emittente televisiva The CW dal 2 maggio al 5 settembre 2021.
In Italia è stata trasmessa su Italia 1 dall'11 giugno al 2 luglio 2022 nel day-time.
A partire da questa stagione vengono aggiunte al cast principale le attrici Olivia Swann e Lisseth Chavez, che intrepretano rispettivamente Astra Logue ed Esperanza Cruz / Spooner.
| n° | Titolo originale             | Titolo italiano                  | Prima TV USA     | Prima TV Italia |
| -- | ---------------------------- | -------------------------------- | ---------------- | --------------- |
| 1  | Ground Control to Sara Lance | Torre di controllo a Sara Lance! | 2 maggio 2021    | 11 giugno 2022  |
| 2  | Meat: The Legends            | Big Bang Burger e dintorni       | 9 maggio 2021    | 11 giugno 2022  |
| 3  | The Ex-Factor                | Il fattore ex                    | 16 maggio 2021   | 11 giugno 2022  |
| 4  | Bay of Squids                | La baia dei calamari             | 23 maggio 2021   | 11 giugno 2022  |
| 5  | The Satanist's Apprentice    | L'apprendista satanista          | 6 giugno 2021    | 18 giugno 2022  |
| 6  | Bishop's Gambit              | Partita di alfiere               | 13 giugno 2021   | 18 giugno 2022  |
| 7  | Back to the Finale Part II   | Ritorno al finale - II Parte     | 20 giugno 2021   | 18 giugno 2022  |
| 8  | Stressed Western             | Stress nel Far West!             | 27 giugno 2021   | 18 giugno 2022  |
| 9  | This Is Gus                  | Ti presento Gus!                 | 11 luglio 2021   | 25 giugno 2022  |
| 10 | Bad Blood                    | Cattivo sangue                   | 18 luglio 2021   | 25 giugno 2022  |
| 11 | The Final Frame              | L'ultimo frame                   | 8 agosto 2021    | 25 giugno 2022  |
| 12 | Bored on Board Onboard       | Noia mortale a bordo             | 15 agosto 2021   | 25 giugno 2022  |
| 13 | Silence of the Sonograms     | Il silenzio dei sonogrammi       | 22 agosto 2021   | 2 luglio 2022   |
| 14 | There Will Be Brood          | La prole che verrà               | 29 agosto 2021   | 2 luglio 2022   |
| 15 | The Fungus Amongus           | Il fungo tra noi                 | 5 settembre 2021 | 2 luglio 2022   |

## Torre di controllo a Sara Lance!
- Titolo originale: Ground Control to Sara Lance
- Diretto da: Kevin Mock
- Scritto da: James Eagan e Mark Bruner

### Trama
Dopo una notte di feste nella Londra del 1977 in seguito alla sconfitta di Lachesis, Ava Sharpe si rende conto che Sara Lance è scomparsa e apprende da David Bowie (Thomas Nicholson) che avrebbe fatto la proposta ma è stata rapita dagli alieni. Ava viene consolata da Nate Heywood e contatta il D.E.O., ignaro che sia stato distrutto. John Constantine torna a casa sua con Zari Tarazi e Astra Logue e non riesce a trovare Sara usando la magia, ma scopre una crisalide umana nella stanza di Gary Green e Occhiali Image Inducer in grado di trasformare chi li indossa. Behrad Tarazi legge di una ragazza in grado di comunicare con gli alieni di nome Esperanza Cruz, quindi Ava manda lui e Mick Rory a reclutarla, ma alla fine Mick la rapisce. Su un'astronave, Sara fugge dalla sua capsula di contenimento e libera Spartacus, solo per essere mangiato da Kayla, il capo della nave. Sara attacca uno dei rapitori alieni e scopre che si tratta di Gary, che è stato inizialmente inviato sulla Terra per acquisire l'umano più "per eccellenza" (Sara), ma per un ritrovato amore per l'umanità, accetta di aiutarla a fuggire. Sara fa cadere Kayla (anche la fidanzata di Gary) fuori dalla nave rilasciando altri baccelli di contenimento in un wormhole che conduce alla Zona Temporale della Terra, ma non riescono a raggiungere il wormhole da soli e cadono verso un altro pianeta.
- Ascolti USA: telespettatori 440 000[2]

## Big Bang Burger e dintorni
- Titolo originale: Meat: The Legends
- Diretto da: Rachel Talalay
- Scritto da: Matthew Maala e Morgan Faust

### Trama
Ava si affida a Spooner e ai suoi poteri per individuare gli alieni sparpagliati lungo la Linea Temporale nel tentativo di recuperare Sara. Le leggende si trovano a dover investigare su una strage che avverrà nella patria dei fast food. Nel frattempo Sara e Gary cercano un modo per ripartire dal pianeta.
- Ascolti USA: telespettatori 470 000[3]

## Il fattore ex
- Titolo originale: The Ex-Factor
- Diretto da: David A. Geddes
- Scritto da: Grainne Godfree e Tyron B. Carter

### Trama
Le Leggende volano nel futuro, precisamente nel 2045, per fermare un'invasione aliena.
Le Leggende si recano a Hollywood nel 2045 per impedire a un alieno di nome Lord Knoxicrillion di uccidere il DJ S'More Money, che crede essere il re ma invece è la persona che sta giudicando un concorso televisivo chiamato "Da Throne". Per impedire l'invasione di Knoxicrillion, le Leggende lo convincono che la vittoria di "Da Throne" lo renderà re della Terra, così decide di esibirsi e il conduttore lo promuove alla finale. Per fermarlo Zari decide di partecipare come wild card e riesce ad accedere anche lei in finale e vincere lo scontro, Knoxicrillion decide di abbandonare la Terra e si congratula con la squadra a bordo della loro astronave.
Sul pianeta ostile, Sara resta ferita dopo l'attacco di Earhart così Gary è costretto a mangiare i loro inseguitori scoprendo che sono cloni di Ava. Sara ne segue uno fino alla sua base, dove incontra un uomo che "la stava aspettando da tempo".
- Ascolti USA: telespettatori 380 000[4]

## La baia dei calamari
- Titolo originale: Bay of Squids
- Diretto da: Sudz Sutherland
- Scritto da: Phil Klemmer

### Trama
Rory è al comando della nave e riesce a individuare dove si trova un alieno, ma conduce le Leggende nella Crisi dei missili di Cuba del 1962.
- Ascolti USA: telespettatori 420 000[5]

## L'apprendista satanista
- Titolo originale: The Satanist's Apprentice
- Diretto da: Caity Lotz
- Scritto da: Keto Shimizue Ray Utarnachitt

### Trama
Sara è prigioniera di Bishop e non riesce ad arrivare alla nave per ripartire. Astra invece è alle prese con i problemi quotidiani sulla Terra.
- Ascolti USA: telespettatori 420 000[6]

## Partita di alfiere
- Titolo originale: Bishop's Gambit
- Diretto da: Kevin Mock
- Scritto da: James Eagan e Emily Cheever

### Trama
Mick e Kayla in ricerca di Sara atterrano con la Waverider su un pianeta sconosciuto dove ritengono di poterla ritrovare.
- Ascolti USA: telespettatori 410 000[7]

## Ritorno al finale - II Parte
- Titolo originale: Back to the Finale Part II
- Diretto da: Glen Winter
- Scritto da: Morgan Faust e Mark Bruner

### Trama
Sara è ancora prigioniera di Bishop, e le Leggende provano a salvarla. Rory va sul pianeta dove è prigioniera.
- Ascolti USA: telespettatori 450 000[8]

## Stress nel Far West!
- Titolo originale: Stressed Western
- Diretto da: David Ramsey
- Scritto da: Matthew Maala

### Trama
Finalmente le Leggende sono nuovamente riunite, ma l'entusiasmo del ritrovarsi tutti insieme è smorzato dalla rivelazione shock di Sara.
- Ascolti USA: telespettatori 440 000[9]

## Ti presento Gus!
- Titolo originale: This Is Gus
- Diretto da: Eric Dean Seaton
- Scritto da: Tyron B. Carter

### Trama
È il compleanno di Behrad, e quest'ultimo si trova ad assistere dal vivo alla sua sit-com preferita. Un alieno cambierà i programmi.
- Ascolti USA: telespettatori 400 000[10]

## Cattivo sangue
- Titolo originale: Bad Blood
- Diretto da: Alexandra La Roche
- Scritto da: Grainne Godfree

### Trama
Sara e Lita sono un po' preoccupate per lo stato di salute di Mick che ha scoperto di avere uno strano rigonfiamento sulla nuca.
- Ascolti USA: telespettatori 390 000[11]

## L'ultimo frame
- Titolo originale: The Final Frame
- Diretto da: Jes Macallan
- Scritto da: James Eagan e Ray Utarnachitt

### Trama
Sara, Spooner, Astra e Rory, in cerca della capsula, si imbattono in una sorta di invito che li trasporta dall'altra parte dell'universo.
- Ascolti USA: telespettatori 450 000[12]

## Noia mortale a bordo
- Titolo originale: Bored on Board Onboard
- Diretto da: Harry Jierjian
- Scritto da: Keto Shimizu e Leah Poulliot

### Trama
Le Leggende sono pronte finalmente per tornare a casa, ma le riserve di energia della Waverider sono ridotte e bisogna risparmiarle.
- Ascolti USA: telespettatori 350 000[13]

## Il silenzio dei sonogrammi
- Titolo originale: Silence of the Sonograms
- Diretto da: Nico Sachse
- Scritto da: Phil Klemmer e Morgan Faust

### Trama
Bishop è prigioniero a bordo, e Sara e Ava cercano di capire cosa ha in mente. Lui finge di collaborare ma cerca solo di identificare l'anello debole.
- Ascolti USA: telespettatori 410 000[14]

## La prole che verrà
- Titolo originale: There Will Be Brood
- Diretto da: Maisie Richardson-Sellers
- Scritto da: Ray Utarnachitt e Marcelena Campos Mayhorn

### Trama
Astra e Spooner, per raggiungere John Constantine ancora a caccia della Fontana Imperiale, si ritrovano nel Texas del 1925.
- Ascolti USA: telespettatori 430 000[15]

## Il fungo tra noi
- Titolo originale: The Fungus Amongus
- Diretto da: David A. Geddes
- Scritto da: Keto Shimizu e James Eagan

### Trama
Le Leggende riescono a salvare le uova con i piccoli di Rory, ma capiscono che Bishop si sta preparando all'attacco finale.
- Ascolti USA: telespettatori 390 000[16]